# Solanum erianthum
Solanum erianthum es una especie de planta fanerógama perteneciente a la familia Solanaceae.

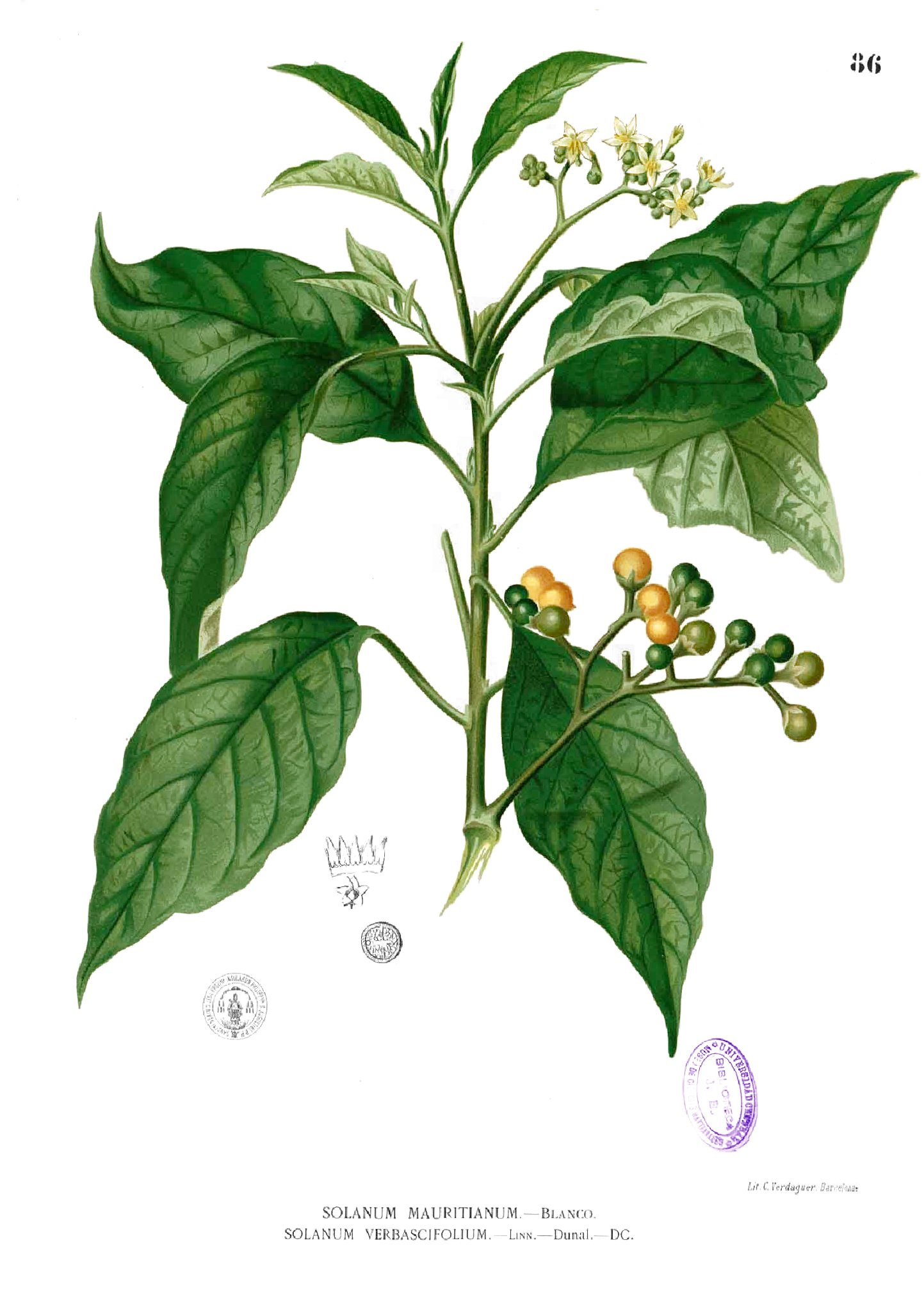
Ilustración

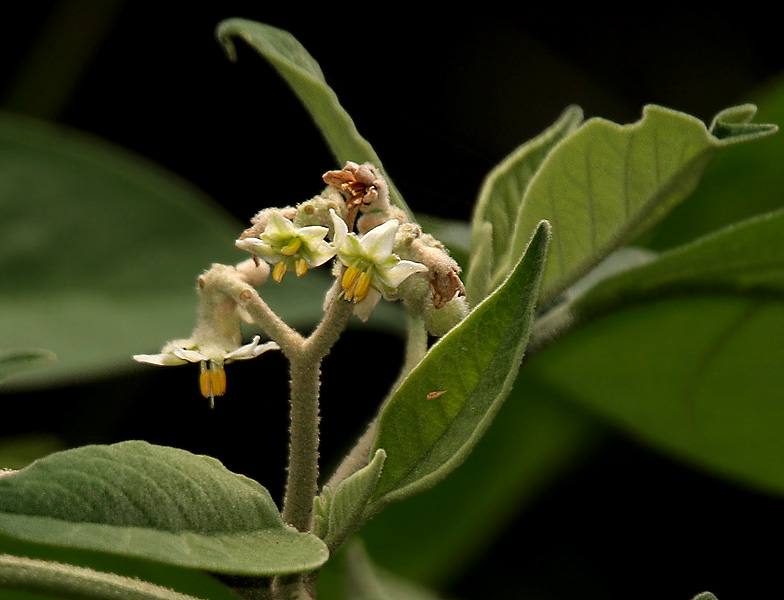
Detalle

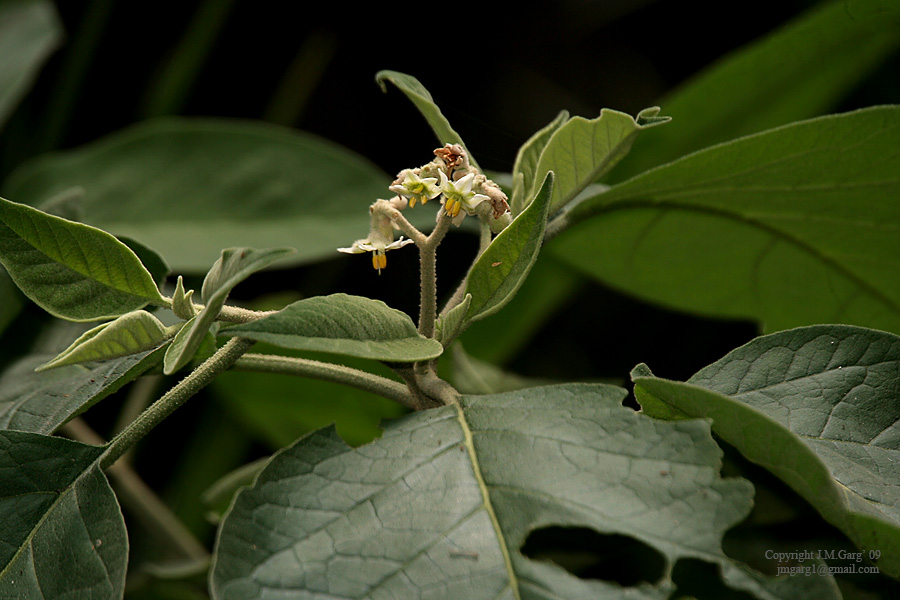
Hojas

## Descripción
Son arbustos o árboles pequeños que alcanzan un tamaño de hasta 8 m de alto, en general densamente estrellado-tomentosos con tricomas de varios brazos, pediculados y sésiles, los pedículos de varias células de grueso, inermes. Hojas solitarias, ovadas, 8–25 cm de largo, ápice agudo o acuminado, base redondeada u obtusa, enteras, haz con dispersos tricomas de pedículos cortos o sésiles, envés tomentoso con tricomas pediculados; pecíolos hasta 10 cm de largo, granuloso-tomentosos. Inflorescencias cimas helicoides y aplanadas, con muchas flores, erectas, volviéndose laterales, pedúnculos ramificados de hasta 16 cm de largo, granuloso-tomentosos con tricomas pediculados de varios brazos, pedicelos 3–8 mm de largo, tomentosos, tricomas con pedículos de brazos en toda su longitud; cáliz 2–5 mm de largo, lobado hasta cerca de la 1/2 de su longitud, lobos deltoides; corola 10–15 mm de diámetro, blanca, lobada más de la 1/2 de su longitud, lobos deltoides, tomentosos por fuera; anteras 2–3 mm de largo. El fruto es una baya globosa, de 0.8–1.2 cm de diámetro, glabrescente, amarilla, pedicelos fructíferos sólo ligeramente alargados pero mucho más gruesos, erectos; semillas aplanadas, 1.5–2 mm de diámetro.

## Distribución y hábitat
Es una especie común que se encuentra en áreas perturbadas, a una altitud de 0–1000 metros; fl y fr la mayor parte del año; desde Estados Unidos (Texas) a Costa Rica, también en las Antillas e introducida en el Viejo Mundo.

## Usos
Al igual que otras especies en su género, S. erianthum tiene un número de usos etnobotánicos y farmacéuticos. Esto es debido a la presencia de los esteroides saponinas,  glucósidos libres, y  alcaloides esteroideos del grupo spirosolane, tales como solasodina y tomatidina. Los alcaloides representan alrededor del 0,4% de la masa de las bayas secas y hojas. Los alcaloides esteroideos que se encuentran en la planta son utilizados por la industria farmacéutica como precursores para la fabricación de esteroides sintéticos.
La medicina tradicional
Solanum erianthum encuentra muchos usos como hierbas medicinales en Asia tropical. Las hojas se cree que son eficaces con librar el cuerpo de impurezas a través de la orina y se utilizan para la leucorrea por esa razón. Las hojas también se utilizan para inducir al aborto, mientras que una cataplasma hecha de hojas trituradas se utiliza para hemorroides y escrófulas. Las hojas calientes se aplican en la frente como un analgésico para los dolores de cabeza y una hoja en decocción se utiliza para el vértigo. La decocción se utiliza para tratar la disentería, la fiebre, la diarrea , problemas digestivos y dolores violentos del cuerpo. La corteza de la raíz se usa como un antiinflamatorio y para tratar la artritis. En África occidental , una decocción de las hojas se utiliza para tratar la lepra, las enfermedades de transmisión sexual, y la malaria debido a sus efectos laxantes y diuréticos.
No medicinal
Las hojas se utilizan en las Filipinas para limpiar la grasa de los platos. Las bayas son tóxicas para los seres humanos, causando dolor de cabeza, calambres y náuseas, pero se cocinan y se comen en el sudeste de Asia y se convierte en el curry en el sur de la India. Ellos son un componente de la flecha envenenada en Asia tropical. Solanum erianthum se cultiva como planta ornamental en el Caribe y es una planta de sombra aceptable para dar sombra al café.

## Taxonomía
Solanum erianthum fue descrita por David Don y publicado en Prodromus Florae Nepalensis 96. 1825.
Etimología
Solanum: nombre genérico que deriva del vocablo Latíno equivalente al Griego στρνχνος (strychnos) para designar el Solanum nigrum (la "Hierba mora") —y probablemente otras especies del género, incluida la berenjena— , ya empleado por Plinio el Viejo en su Historia naturalis (21, 177 y 27, 132) y, antes, por Aulus Cornelius Celsus en De Re Medica (II, 33). Podría ser relacionado con el Latín sol. -is, "el sol", debido a que la planta sería propia de sitios algo soleados.
erianthum: epíteto latino que significa "con flores lanudas".
Sinonimia
- Solanum adulterinum Buch.-Ham. ex Wall.	[8]